# Ligne de Sillé-le-Guillaume à La Hutte - Coulombiers
La ligne de Sillé-le-Guillaume à La Hutte - Coulombiers est une courte ligne de chemin de fer régionale française à écartement standard et à voie unique du département de la Sarthe, en région Pays de la Loire, aujourd'hui en grande partie déposée et fermée.
Elle constitue la ligne 428 000 du réseau ferré national.

## Histoire
La ligne est mise en service entre le 8 mai 1881 par la Compagnie des chemins de fer de l'Ouest.